# حقوق بشر در ایران پهلوی
خاندان پهلوی از سال ۱۳۰۴ تا ۱۳۵۷ بر ایران حکومت کرد. در این دوره، دو پادشاه، رضاشاه و پسرش محمدرضا پهلوی از پلیس مخفی (بعدها ساواک) برای فرونشاندن مخالفان استفاده کردند. بر اساس یکی از تاریخ‌های نوشته شده در خصوص استفاده از شکنجه توسط دولت در ایران، سوء استفاده از زندانیان طی حکمرانی خاندان پهلوی بسته به زمان متغیر و خاص است.
«تخطی شاه از قانون اساسی» و «پایمال کردن قوانین بنیادین و حقوق ایرانیان» یکی از شکایات و ادعاهای انقلابیون انقلاب ۱۳۵۷ است،

## حکومت رضاشاه

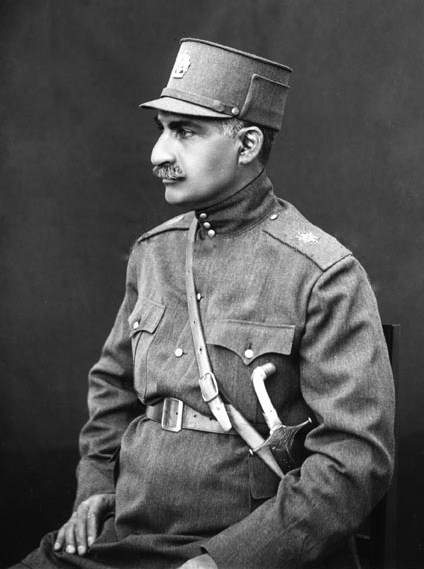
رضاشاه، پایه‌گذار دودمان پهلوی

حکومت رضاشاه، در دوره‌ای بود که حکومت‌های اقتدارگرا و دیکتاتوری در جهان رایج و در منطقه متعارف بودند. مطبوعات آزاد، حقوق کارگران و آزادی بیان سیاسی در دوره رضاشاه محدود شدند. روزنامه‌های مستقل غالباً بسته و احزاب ممنوع می‌شدند؛ همه سندیکاها نیز ممنوع بودند و ۱۵۰ سازمان دهنده کارگری بین سال‌های ۱۹۲۷ و ۱۹۳۲ دستگیر شدند.
زور فیزیکی علیه برخی انواع زندانیان (مجرمان معمولی، مظنونان به جاسوسی و کسانی که متهم به نقشه برای شاه کشی بودند) مورد استفاده قرار می‌گرفت. مشخصاً دزدان فلک و مچ‌کشی می‌شدند تا «غارت‌های پنهانشان را لو بدهند». مظنونان به جاسوسی و سوءقصد کتک زده می‌شدند، بی‌خوابی داده می‌شدند و قپانی می‌شدند که گاهی باعث ترک خوردن مفاصل می‌شد. ولی برای زندانیان سیاسی که بیشترشان کمونیست بودند، نبود شکنجه قابل توجه است. دلایل این عدم شکنجه در مورد زندانیان سیاسی، اولاً منع صریح قانونی استفاده از زور فیزیکی برای اخذ اطلاعات، و نیز این بود که کمینترن به دقت امور را زیر نظر داشت، و دولت سعی می‌کرد از تبلیغات منفی خارجی به خصوص از سوی کمینترن جلوگیری کند.
شیوه اصلی فشار حبس انفرادی و محروم سازی از «کتاب، روزنامه‌ها، ملاقات، بسته‌های غذایی و مراقبت پزشکی مناسب» بود. با این که زندانیان سیاسی اغلب به قپانی تهدید می‌شدند به ندرت دچار آن می‌شدند.
حکومت رضاشاه غالباً به نقض آزادی دینی و سرکوب مسلمانان دین دار متهم می‌شد. در یک مورد او تقدس حرم فاطمه معصومه را برای کتک زدن یک روحانی که زنش را به بی‌حیایی متهم کرده بود خدشه دار کرد. رضاشاه قانونی تصویب کرد که همه را ملزم می‌کرد لباس‌های غربی بپوشند (به جز علمای شیعه که در یک آزمون ویژه قبول شده بودند) و معلمان زن را از آمدن به مدرسه با پوشش سر منع کرد. سوگواری محرم به یک روز محدود شد و مساجد ملزم شدند به جای این که عزاداران به‌طور سنتی روی زمین بنشینند، در جریان عزاداری‌ها از صندلی برای سوگواران استفاده کنند.
تا میانه دهه ۱۹۳۰، این فرمان‌ها، مصادره زمین‌های در دست روحانیون و دیگر مشکلات نارضایتی شدیدی در میان روحانیت شیعه در سراسر ایران برانگیخته بود، و پس از این که جمعیتی به حمایت از یک روحانی در حرم امام رضا جمع شده و ابداعات، فساد و مالیات‌های سنگین شاه را محکوم کردند، سربازان فراخوانده شدند. چند دوجین از معترضان کشته و چند صد تن مصدوم شدند.
در پی این واقعه، شاه جلوتر رفت و دستور داد چادر ممنوع شود و همه شهروندان - غنی و فقیر-زنانشان را بدون سرپوش به کارهای عمومی بیاورند.

## حکومت محمدرضا پهلوی

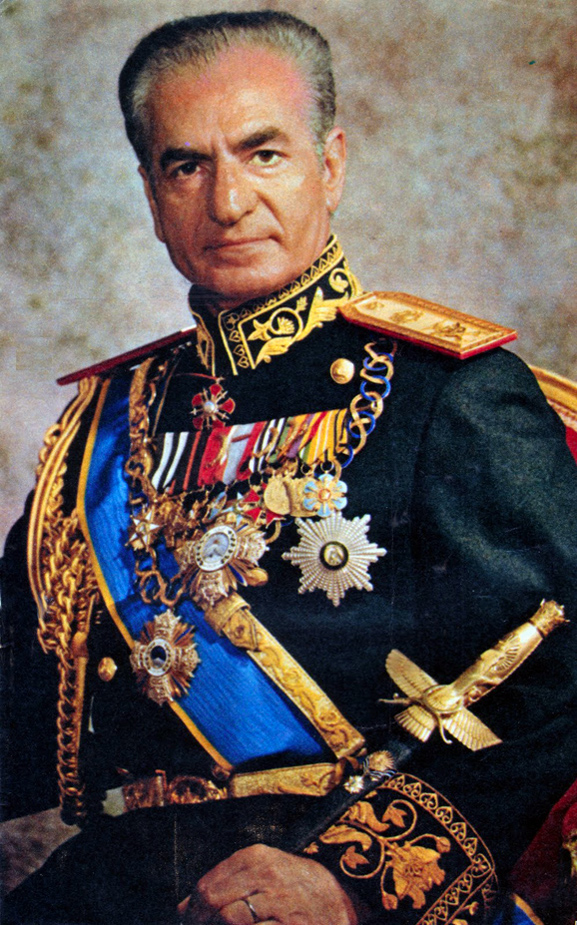
محمدرضا شاه پهلوی، دومین پادشاه دودمان پهلوی

محمدرضا پهلوی پس از برکناری پدرش در سال ۱۳۲۰ پادشاه شد. زندانیان سیاسی از سوی قدرت‌های اشغالگر آزاد شدند و شاه جوان دیگر کنترلی بر مجلس نداشت. اما پس از تلاش ناموفق برای سو قصد به شاه در سال ۱۳۲۷، او موفق شد حکومت نظامی اعلان کند، کمونیست‌ها و دیگر مخالفین را به زندان بیندازد و انتقاد از خانواده سلطنتی در مطبوعات را محدود کند.

محمد مصدق، ایرانی مدافع دموکراسی و نخست‌وزیر سرنگون‌شده ایران در دوره پهلوی

در پی کودتای به طرفداری از شاه که نخست‌وزیر محمد مصدق را در سال ۱۳۳۲ سرنگون کرد، شاه دوباره مخالفینش را سرکوب کرد و آزادی سیاسی از بین رفت. او جبهه ملی ایران، گروه سیاسی مصدق، را ممنوع و بیشتر رهبران آن را دستگیر کرد. بیش از ۴۰۰۰ کنشگر سیاسی حزب توده (از جمله ۴۷۷ نفر در نیروهای مسلح) دستگیر، و چهل تن اعدام شدند و ۱۴ نفر دیگر زیر شکنجه درگذشتند و بیش از ۲۰۰ نفر به حبس ابد محکوم شدند.
در پی این سرکوب، برای سال‌های متعددی شرایط برای زندانیان سیاسی و مخالفین این حکومت اقتدارگرا نسبتاً خوب بود. «عمده زندانیان توده ای آزاد شدند،» و بقیه زندانیانی که از امضای نامه ابراز پشیمانی خودداری کردند اجازه یافتند پینگ پنگ بازی کنند، از باشگاه ورزشی استفاده کنند، و تلویزیون تماشا کنند.
در دهه ۱۹۶۰، شاه در چارچوب اصلاحاتی که به انقلاب سفید موسوم شدند اصلاحات انتخاباتی ای ارائه کرد که حق رای را به زنان و انتخاب شدن را به غیرمسلمانان اعطا می‌کرد.
یک استثنا برای این دوره آرامش نسبی تظاهرات ۱۵ خرداد بود که از ۱۴ خرداد ۱۳۴۲ پس از بازداشت سید روح‌الله خمینی—از مخالفین اصلی انقلاب سفید—بروز کرد. سربازان بر تظاهرکنندگان در میدان ژاله آتش گشودند.
محمدرضا شاه از منتقدان اعلامیه جهانی حقوق بشر بود و خواهان اصلاح آن برای تأکید بیشتر بر توسعه سیاسی و کاهش دادن حقوق مدنی و سیاسی بود. او اهمیت آزادی سیاسی را تقلیل می‌داد و حقوق بشر را به امتیازات اجتماعی و اقتصادی تبدیل می‌کرد. به جای این که آزادی‌های فردی علیه قدرت دولت به کار گرفته شود، حقوق از سوی حکومت و برنامه توسعه آن اهدا می‌شد.

### کالبدشکافی
ارزیابی‌های مورخان نسبت به عملکرد حقوق بشری شاه مهربانانه‌تر از گزارش‌های هم عصر او بوده است. تخمین زده شده ۳۸۰ تظاهرکننده در تظاهرات‌های خرداد ۱۳۴۲ در ایران کشته شدند، که برخی از آنان مسلح بودند. بنا به مقاله عمادالدین باقی تهیه شده از منابع رسمی جمهوری اسلامی و از بنیاد شهید و امور ایثارگران دریافت کل کشته‌شدگان در ستیزهای بین تظاهرکنندگان و نیروهای ارتش/امنیتی شاه در جریان چهارده ماه بین اکتبر ۱۹۷۷ تا فوریه ۱۹۷۹ نه ۶۰٬۰۰۰ بلکه ۲۷۸۱ نفر بوده است. در اشاره به رقم "۶۰٬۰۰۰" کشته، اسپنسر تاکر مورخ نظامی ذکر می‌کند که «رژیم خمینی برای مقاصد پروپاگاندایی میزان تلفات انقلاب را شدیداً بیشتر از آنچه بود اظهار کرد.» تاکر توضیح می‌دهد که اجماع مورخان در خصوص میزان تخمینی تلفات انقلاب ایران (از ژانویه ۱۹۷۸ تا فوریه ۱۹۷۹)، ارقامی بین ۵۳۲ و ۲٬۷۸۱ نفر است.
به جای هزاران نفری که گفته شده مزدوران اسرائیلی شاه در جمعه سیاه در میدان ژاله کشته‌اند، اکنون به نظر می‌رسد ۸۴ نفر توسط سربازانی که ایرانی ولی اهل یک منطقه کردی بودند (کردی حرف می‌زدند نه عبری) کشته شده باشند. بنا به گفته عباس امانت مورخ ایران معاصر:
فعالان روحانی، با پشتیبانی مراجع تقلید قم، از کشتار میدان ژاله برای بی‌رحم و نامشروع تصویر کردن رژیم استفاده کردند. به کمک یک ماشین شایعه پراکنی که در غیاب رسانه‌های قابل اتکا و گزارشگری خبری به‌طور کاملی عملیاتی شده بود، شمار تلفات یا «شهدای» در راه اسلام، به هزاران نفر مبالغه شد، و به سربازانی که بر روی آنان آتش گشوده بودند برچسب مزدوران اسرائیلی زده شد که آورده شده بودند تا انقلاب را خاموش کنند!
تاکر می‌نویسد ۹۴ نفر در جمعه سیاه کشته شدند که از آنها ۶۴ نفر معترض و ۳۰ نفر نیروهای امنیتی بودند. ایران‌شناس ریچارد فولتس، به‌طور مشابه، ذکر می‌کند که ۶۴ نفر در میدان ژاله کشته شدند.
یوهان بویکس، مؤلف فوکو در ایران: ۱۹۷۸–۱۹۷۹، ذکر می‌کند که «به نظر می‌رسد فوکو به این تعداد مبالغه شده تلفات در میدان ژاله، که توسط خود توده‌های انقلابی تبلیغ می‌شد باور داشته که هزاران نفر زخمی شدند، ولی محتمل نیست میزان تلفات بیش از صد کشته بوده باشد.».
پس از انقلاب، پایش داخلی و جاسوسی، استفاده از شکنجه و اظهار ندامت نه تنها برچیده نشد بلکه توسعه یافت. ساواک با یک وزارت اطلاعات بسیار بزرگتر جایگزین شد. مورخ سیاسی یرواند آبراهامیان جمهوری اسلامی ایران را با روسیه استالینیستی، چین مائوییستی و اروپای دوران انگیزیسیون در استفاده سازمان یافته‌شان از شکنجه برای اجبار زندان سیاسی به اظهار ندامت علنی در یک باشگاه مقایسه می‌کند.
یرواند آبراهامیان مورخ سیاسی می‌نویسد:
در حالی که بین ۱۹۷۱ تا ۱۹۷۹ کمتر از ۱۰۰ زندانی اعدام شدند، بین سال‌های ۱۹۸۱ و ۱۹۸۵ بیش از ۷۹۰۰ نفر اعدام شدند! نظام زندان‌ها متمرکز شد و شدیداً گسترش یافت… زندگی در زندان در جمهوری اسلامی شدیداً بدتر از زمان پهلوی‌ها بود. یکی از بازماندگان هر دوی آنها می‌نویسد که تنها چهار ماه بودن در زندان اسدالله لاجوردی به اندازه چهار سال زندان ساواک سختی داشت. در ادبیات زندان دورهٔ پهلوی، واژگان رایج «بی‌حوصلگی» و «یکنواختی» بود. در ادبیات زندان جمهوری اسلامی این واژگان «ترس»، «مرگ»، «وحشت» و «کابوس» بودند…
حکومت پهلوی حقوق زنان و برخی اقلیت‌ها را گسترش داد. با این که زنان و اقلیت‌های مطلوب با دیگر ایرانیان در محدودیت‌های اعمال شده بر آزادی‌های فردی و سیاسی شان شریک بودند، هر دو گروه شاهد این بودند که حقوق شان برای فرصت برابر تحت این محدودیت‌ها ارتقای بسیار یافت. بی شک مقدار زیادی از استثمار جنسی زنان در دهه‌های ۱۹۶۰ و ۱۹۷۰ آن طور که پیروان خمینی معتقدند وجود داشت، ولی همچنین زنان حرکت قابل توجهی به سوی مشاغل و دنیای مالی صورت دادند. اقلیت‌هایی که با شاهد بهبود قابل توجه فرصت‌ها مواجه بودند آنهایی بودند که می‌توان آن‌ها را نمونه‌ها خواند، افرادی در اقلیت‌ها که تحصیلات بهتر و درآمد بیشتر از مسلمان شیعه فارسی‌زبان داشتند. بیشتر آنان اقلیت‌های دینی غیرمسلمان، بهایی، یهودی، مسیحی و زرتشتی بودند.

## حقوق غیر مسلمانان
یکی از مهم‌ترین دستاوردهای حکومت پهلوی، جلوگیری از نقض حقوق غیر مسلمانان در ایران بود.